# Chalid ibn Chalifa ibn Abd al-Aziz Al Sani
Chalid ibn Chalifa ibn Abd al-Aziz Al Sani, arab. ‏خالد بن خليفة بن عبد العزيز آل ثاني‎ (ur. 1968) – katarski polityk, premier Kataru w latach 2020–2023. 

## Życiorys
Ukończył administrację biznesu w Stanach Zjednoczonych. 
Pracował w biurze wicepremiera i ministra spraw zagranicznych (2002-2006). Od 2006 pracował w biurze następcy tronu, początkowo jako szef gabinetu prywatnego sekretarza następcy tronu, następnie jako dyrektor biura następcy tronu, którą pełnił do 2013. W latach 2013–2020 szef biura administracyjnego emira (Amiri Diwan). 
28 stycznia 2020 objął funkcję premiera Kataru, którą pełnił do 7 marca 2023.